# Monolignol

Estructuras de los tres monolignoles más comunes

Los monolignoles, también llamados lignoles, son los materiales de origen para la biosíntesis de lignanos y lignina. La síntesis de los monómeros de lignina (monolignoles) comienza con la desaminación del aminoácido natural fenilalanina para formar ácido cinámico; posteriormente, una serie de hidroxilaciones y subsecuentes reacciones de O-metilación modifican los anillos aromáticos del ácido cinámico, reduciendo su cadena lateral de un ácido a un alcohol. Esto da como resultado la producción de los monolignoles: alcohol p-cumarílico (4-hidroxicinamílico), alcohol coniferílico (3-metoxi 4-hidroxicinamílico) y alcohol sinapílico (3,5-dimetoxi 4-hidroxicinamílico); éstos difieren en su grado de metoxilación. El alcohol coniferílico presenta un grupo metoxilo (-OCH3) en la posición 3 del anillo aromático, el sinapílico dos metoxilos en sus posiciones 3 y 5, y el p-coumarílico carece de sustituyentes en su anillo aromático. Después de su incorporación al polímero de lignina, estos monómeros se designan como sus subunidades p-hidroxifenil (H), guaiacil (G) y siringil (S), respectivamente, y su disposición y abundancia determinan las propiedades físicas de la pared celular.
Estos tres alcoholes, el alcohol p-cumarílico, el alcohol coniferílico y el alcohol sinapílico, son fitoquímicos clave en la producción de lignanos y lignina. La conversión implica reacciones de acoplamiento oxidativo, que generalmente involucran los sustituyentes propenilo. Los lignanos son típicamente dímeros de monolignol y la lignina es un polímero. Los lignanos son solubles y, por tanto, susceptibles de biodegradación, mientras que la lignina es inerte, algo adecuado para ser al material que forma las estructuras de las plantas leñosas.
La proporción de los tres lignoles varía según la especie vegetal. Por ejemplo, la lignina del abeto de Noruega es casi en su totalidad alcohol coniferílico (G), mientras que el alcohol para-cumarílico (H) se encuentra casi exclusivamente en las gramíneas. En general, los monómeros G y S son los principales componentes de la lignina en dicotiledóneas angiospermas, mientras que en gimnospermas la lignina consiste principalmente de monómeros de G con bajos niveles de unidades H, en cambio los pastos contienen mayor cantidad de unidades H que las dicotiledóneas.
Para la biosíntesis de los monolignoles se requiere de la participación de 10 enzimas: fenilalanina amoniaco liasa (PAL), tres citocromo P450-monoxigenasas (cinamato-4-hidroxilasa, p-cumarato-3-hidroxilasa y ferulato-5-hidroxilasa, C4H, C3H y F5H, respectivamente), dos metiltransferasas (cafeoil-CoA-O-metiltransferasa y ácido caféico-O-metil-transferasa, CCoAOMT y COMT, respectivamente) y dos oxidorreductasas (cinamoil-CoA-reductasa y cinamoil alcohol deshidrogenasa, CCR y CAD, respectivamente), además de las enzimas 4-cumarato CoA ligasa (4CL) e hidroxicinamoil-CoA shikimato (HCT), las cuales son requeridas para la síntesis de los diferentes intermediarios que sirven como sustratos en reacciones posteriores.
Dada su relativa toxicidad a la célula, se ha sugerido que los monolignoles se biosintetizan en el citosol y se unen a la glucosa, es decir, se convierten en glucósidos. El grupo glucosilo confiere solubilidad en el agua. Los glucósidos se transportan a través de la membrana celular hasta el apoplasto. A continuación, se elimina la glucosa y los monolignoles se transportan a la pared celular y polimerizan en lignina.